# Franz Reißmann
Franz Emil Arthur Reißmann (* 19. Juni 1874 in Neustadt an der Haide; † 8. März 1961 in Coburg) war ein deutscher Medailleur, Modelleur, Bildhauer, Maler und Zeichner.

## Leben und Wirken
Seine Eltern waren der Bossierer Arthur Reißmann und Luise Friederike geb. Häfner. Nach Abschluss der Volksschule wurde er 1888 von der Industrie-Schule der benachbarten Stadt Sonneberg als Schüler aufgenommen. Dort erlernte er bis 1892 den Beruf des Modelleurs. In Bad Ilmenau im Großherzogtum Sachsen-Weimar-Eisenach fand er bald darauf Anstellung bei der aufstrebenden Porzellanfabrik Galluba & Hofmann, für die er 25 Jahre als Modelleur tätig war. Es folgte die namhafte Puppenfabrik Wagner & Zetzsche. Dort erschuf er die Puppenköpfe für die bis heute in Fach- und Sammlerkreisen geschätzten Hansi- und Inge-Puppen. Franz Reißmann war auch als Bildhauer, Maler und Zeichner künstlerisch aktiv. Zeugnisse seiner bildhauerischen Tätigkeit sind bis heute an verschiedenen Orten rund um Ilmenau und der näheren Umgebung in Thüringen präsent. Einen Teil seiner Bilder und Zeichnungen aus dem Nachlass der einzigen Tochter Luise („Lissi“) Frieda Reißmann lassen sich heute in Neustadt bei Coburg betrachten.  Den Neustädter Heimatblättern Rund um den Mupperg widmete er drei kurze anschauliche Beiträge mit Kindheitserinnerungen. Nach dem Tod seiner Frau Karoline Luise zu Beginn des Jahres 1956 kehrte er in seine Geburtsstadt zurück.

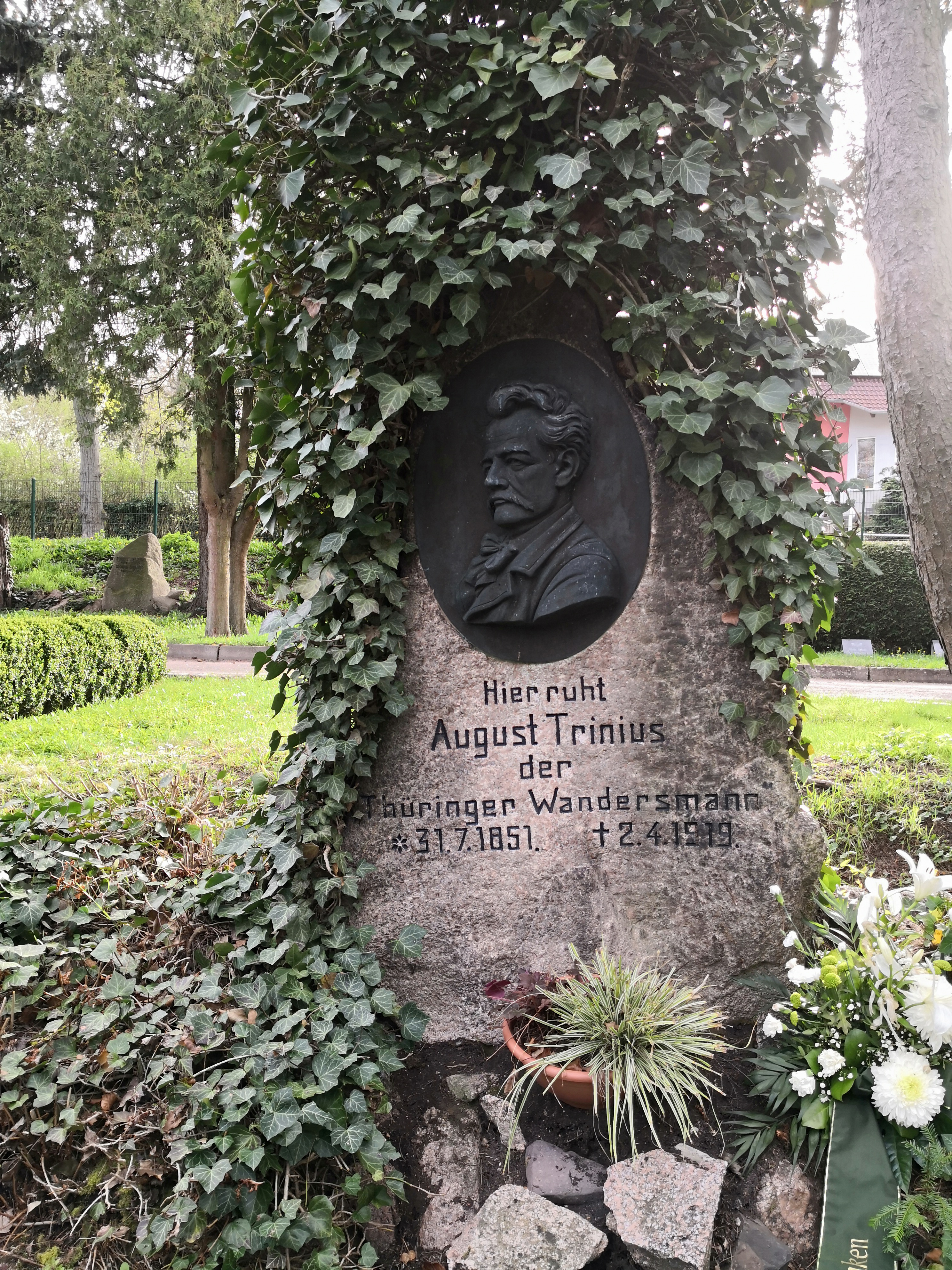
Grabstein von August Trinius auf dem Friedhof in Waltershausen

## Werke (Auswahl)
- 1913: Tafel am Scheffeldenkmal beim Dreiherrenstein am Großen Weißenberg bei Brotterode[2]
- 1921: Medaillon für den Grabstein von August Trinius auf dem Friedhof von Waltershausen[2]
- 1925: Erinnerungstafel für Landesforstmeister Hans Schmidt-Burgk am Goethewanderweg Ilmenau-Stützerbach in der Nähe des Jagdhauses Gabelbach bei Ilmenau
- 1928: Plakette am Gedenkstein für Albin Schöber, dem langjährigen Vorsitzenden des Thüringerwald-Vereins / Zweigverein Ilmenau, am Stadtrand von Ilmenau
- 1928: Plakette am Gedenkstein zu Ehren der im 1. Weltkrieg gefallenen Schüler der Goetheschule in Ilmenau (Verbleib unbekannt)
- 1939: Plakette zum Gedenken an Forstmeister Karl Großkopf am Goethewanderweg Ilmenau–Stützerbach an der Hirtenwiese
- um 1946: Ersatz-Schrifttafel am Denkmal für Bürgermeister Johann Christian Hertzer an der Hertzer-Promenade bei Ilmenau
- Medaillons zum Gedenken an Joseph Victor von Scheffel in der Waldstrasse und Kommerzienrat Hermann Naumann (Verbleib unbekannt)[2]
- Gedenkplakette der heiligen Paulina für die Klostergemeinde in Paulinzella[6]

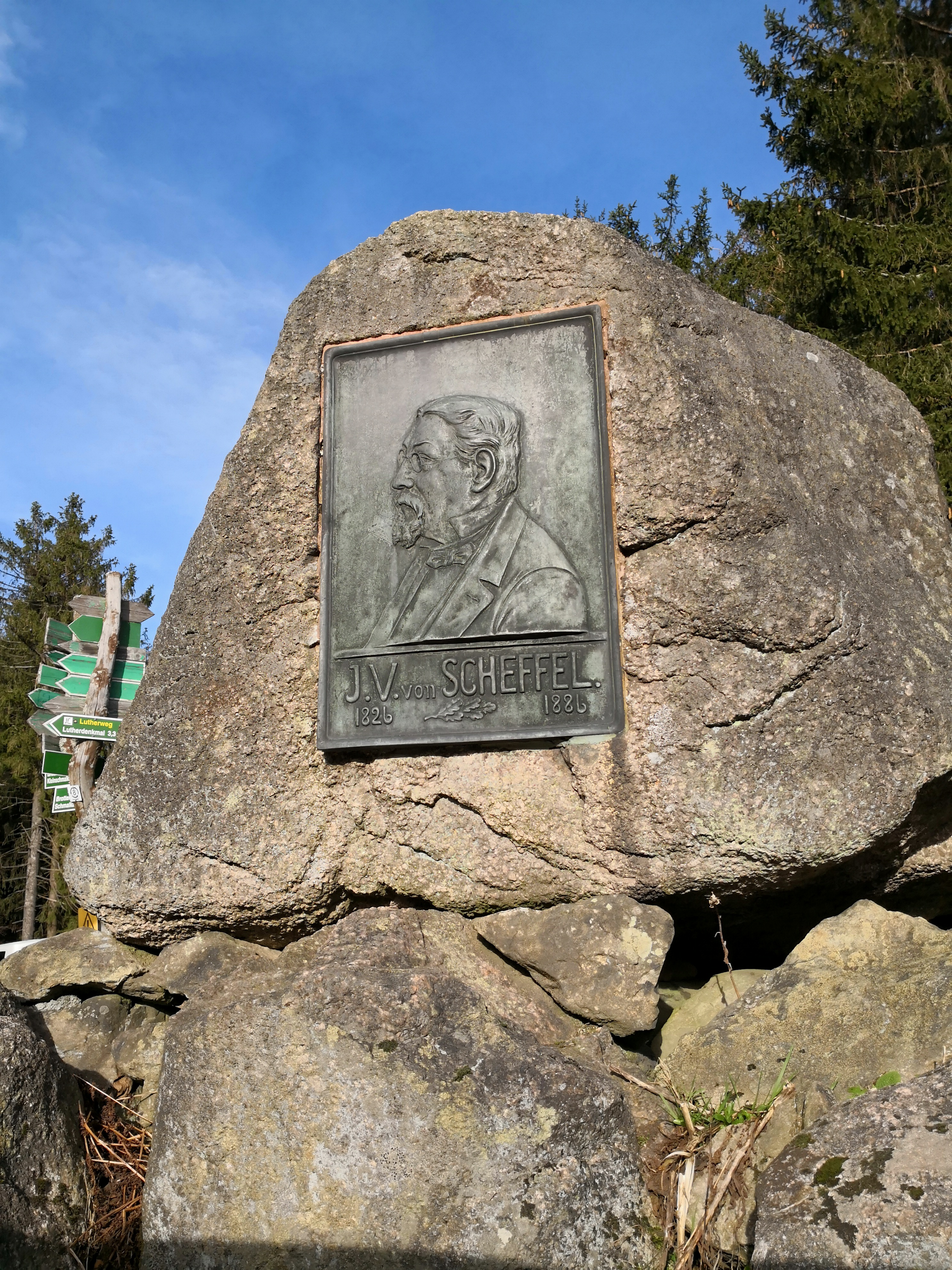
Scheffeldenkmal am Dreiherrenstein